# MEKO 360型フリゲート
MEKO 360型フリゲートは、ドイツのブローム・ウント・フォス社（Blohm + Voss GmbH）によって設計されたMEKO型フリゲート。同シリーズの最初の艦級である。アルゼンチン海軍、ナイジェリア海軍向けに5隻が建造された。

## 概要
MEKO 360型は、MEKOコンセプトの初適用例である。MEKOコンセプトとは、多様な顧客に対して、より安価に、かつ彼らの要求に応えたフリゲートを提供することを企図したもので、綿密な配慮のもとで設計された船体に、モジュール化された装備品を搭載していくという方式である。機関構成、各種装備品を顧客の要望に応じて変更したカスタム・メイドのフリゲートの提供が可能となっている。
MEKO 360型の最初の発注者はナイジェリア海軍であった。ナイジェリア海軍は、ヘリコプターを1機搭載できるMEKO 360 H1型 1隻を発注し、アラドゥとして就役させた。アラドゥはナイジェリア海軍最大の艦であり、また、就役当時においては、アフリカ最大の戦闘艦と称された。
これに続いて発注したのがアルゼンチン海軍であり、彼らは、ヘリコプターを2機搭載できるMEKO 360 H2型の設計を選択した。しかし、のちに運用要求の変化によって、ヘリコプターの搭載数は1機に減らされた。これは、アルミランテ・ブラウン級と命名され、同海軍の主力艦として運用されている。なお、アルゼンチン海軍（およびジェーン海軍年鑑）では、本級が大型であることから駆逐艦として分類している。
しかし、MEKO 360型は、やや余裕をとりすぎて、船体設計に合理的でない面があり、そのために運用コストがやや高くなっていると考えられた。このことから、B+V社は、これを元に合理化を進めて小型化したものとしてMEKO 200型フリゲートを開発し、以後の発注はこちらに限定された。こうして誕生したMEKO 200型フリゲートは肥大化を続け、最新のMEKO 200型であるMEKO 200 ANZAC型では、MEKO 360型よりも大型となっている。また、MEKO 360型をベースとした軽フリゲート（コルベット）としてMEKO 140型フリゲートも開発されたものの、船型過小であったため、輸出成績は不振であった。

## 採用国・運用状況
ナイジェリア海軍
アラドゥ (MEKO 360 H1型; 1隻)
 アルゼンチン海軍
アルミランテ・ブラウン級駆逐艦 (MEKO 360 H2型; 4隻)